# فراس الخطيب
فراس الخطيب (9 يونيو 1983 -)، لاعب كرة قدم سوري سابق، لعب لعدة أندية كويتية منها النادي العربي الكويتي ونادي القادسية الكويتي ونادي الكويت، ومثّل منتخب سورية الأول لكرة القدم في العقدين الأولين من القرن 21، وكان أبرز نجوم الكرة السورية في عهدها المعاصر.
احتل صدارة الهدافين العرب خلال الألفية الثالثة، وجاء بالمرتبة التاسعة عشرة عالمياً من حيث عدد الأهداف الرسمية خلال الفترة بين (2001 – 2021) برصيد بلغ 344 هدفاً، حسب الاتحاد الدولي لإحصائيات كرة القدم.

## مسيرته الكروية

### لاعبا
بدأ مسيرته الكروية مع نادي الكرامة السوري وتدرج من مرحلة الأشبال إلى فريق الناشئين والشباب حتى استطاع أن يثبت وجوده ويلعب مع الفريق الأول، وهناك سطع نجمه وتمكن من إثبات نفسه كلاعب يمتلك مهارات عالية حتى تم استدعاؤه للمنتخب السوري حيث ازداد نجمه سطوعاً وأصبح ركيزة أساسية يعتمد عليها مدرب المنتخب.
ثم انتقل للاحتراف في الكويت مع نادي النصر الكويتي، وفي موسم 2003/2004 انتقل إلى نادي العربي الكويتي، إلى موسم 2008/2009، وفي 2005 أعير إلى الأهلي، وفي 2009 انتقل إلى نادي القادسية الكويتي ولعب لهم لمدة موسمين، وفي موسم 2011/2012 انتقل إلى نادي أم صلال ولعب لهم لمدة موسم واحد، وفي عام 2012 انتقل إلى نادي القادسية الكويتي، وفي موسم 2012/2013 انتقل إلى نادي زاخو العراقي ولعب لهم لمدة موسم واحد، وفي عام 2013 انتقل إلى نادي نادي شنغهاي شينهوا الصيني ولعب لهم لمدة موسم واحد، وفي 2014 عاد مرة أخرى إلى نادي العربي الكويتي، ثم لعب لنادي السالمية.

### مسيرته التدريبية
بتاريخ 6 يونيو 2021، أعلن نادي الكرامة بشكل رسمي تعيين فراس الخطيب مدرباً للفريق الأول. وبعد ما يُقارب عام، في تاريخ 27 أبريل 2022 أعلن نادي زاخو العراقي بشكل رسمي تعيين فراس الخطيب مدرباً للفريق الأول.

## اعتزاله
بتاريخ 30 سبتمبر 2019 وأثناء استضافته في برنامج صدى الملاعب على قناة mbc مع الإعلامي مصطفى الأغا، أعلن اعتزاله لعب كرة القدم نهائياً في الدوريات المحلية ودولياً مع المنتخب السوري، مع تفرغه للتدريب والتحليل الرياضي.

## إنجازات فردية
- هداف الدوري الكويتي 4 مرات
- الهداف التاريخي للدوري الكويتي
- جائزة ثاني أفضل لاعب في آسيا عام 2009
- هداف المنتخب السوري برصيد 37 هدف

## روابط خارجية
- فراس الخطيب على موقع الاتحاد الدولي (مؤرشف)  (الإنجليزية)
- فراس الخطيب على موقع قاعدة بيانات كرة القدم.إي يو (الإنجليزية)
- فراس الخطيب على موقع ناشيونال فوتبول تيمز (الإنجليزية)
- فراس الخطيب على موقع Soccerway.com (الإنجليزية)
- فراس الخطيب على موقع عالم كرة القدم.نت (الإنجليزية)